# Mossi, Dalarna
Mossi är en sjö i Älvdalens kommun i Dalarna och ingår i Dalälvens huvudavrinningsområde. Sjön har en area på 0,796 kvadratkilometer och ligger 502,5 meter över havet. Sjön avvattnas av vattendraget Rotnen.

## Delavrinningsområde
Mossi ingår i det delavrinningsområde (682792-139633) som SMHI kallar för Utloppet av Mossi. Medelhöjden är 576 meter över havet och ytan är 6,36 kvadratkilometer. Räknas de 15 avrinningsområdena uppströms in blir den ackumulerade arean 246,33 kvadratkilometer. Rotnen som avvattnar avrinningsområdet har biflödesordning 2, vilket innebär att vattnet flödar genom totalt 2 vattendrag innan det når havet efter 399 kilometer. Avrinningsområdet består mestadels av skog (82 procent). Avrinningsområdet har 0,78 kvadratkilometer vattenytor vilket ger det en sjöprocent på 12,3 procent.